# 贺恩宽
贺旭东，原名贺恩宽，陕北清涧人。中华人民共和国政治人物。

## 生平
1936年，中共中央改原赤安县为志丹县，同时在吴起镇塔儿湾又成立了新赤安县，担任中共新新赤安县县委书记。1937年赤安事件爆发后，中共庆环分区立即撤职并关押了贺旭东。1938年6月至1939年2月，任中共盐池县委书记，期间招降施颜芳等势力。中华人民共和国成立后，在广州铁路局政治部工作，后担任政治部主任。后离休住广州。